# Brichebor Peak
Der Brichebor Peak (englisch; bulgarisch връх Бричебор wrach Britschebor) ist ein 2900 m hoher Berg im Vinson-Massiv der Sentinel Range im Ellsworthgebirge des westantarktischen Ellsworthlands. Er ragt 6,35 km südwestlich des Silverstein Peak aus einem Grat auf, der sich vom Príncipe de Asturias Peak in südwestlicher Richtung erstreckt. Der Tułaczyk-Gletscher liegt südöstlich und der Cairns-Gletscher nordwestlich von ihm.
US-amerikanische Wissenschaftler kartierten ihn 1988. Die bulgarische Kommission für Antarktische Geographische Namen benannte ihn 2010 nach einem Berg im bulgarischen Rilagebirge.